# Матильда (королева Бельгии)
Матильда (фр. Mathilde, нидерл. Mathilde), урождённая Матильда Мария Кристина Гислен д’Удекем д’Акоз (фр. Mathilde Marie Christine Ghislaine d’Udekem d’Acoz, 20 января 1973, Уккел, Бельгия) — королева-консорт Бельгии, супруга короля Филиппа.
Вошла в королевскую семью 4 декабря 1999 года, когда стала женой наследного принца Филиппа. После бракосочетания Матильде был присвоен титул принцессы Бельгийской. 21 июля 2013 года, после отречения короля Альберта II и восшествия на престол её мужа Филиппа, получила титул королевы.

## Происхождение
Отец — бельгийский граф Патрик Анри д’Удекем д’Акоз. Мать — польская графиня Анна Мария Коморовская, в детстве переехавшая в Бельгию. Среди её предков представители княжеских родов Сапега, Чарторыйские; правнучка в 16-м колене Великого князя Московского Дмитрия Шемяки.

## Образование
- Начальное образование получила в городе Бастонь.
- Окончила Школу Девы Благоверной (Institut de la Vierge Fidèle) в Брюсселе.
- В 1991 году поступила, а в 1994 году окончила с отличием негосударственный институт Марии Гапс (Брюссель). Специальность — логопедия.
- В 2002 году с отличием окончила Лувенский католический университет. Специальность — психология.

## Профессиональная деятельность
С 1995 по 1999 годы — руководила собственной логопедической консультацией в Брюсселе.

## Личная жизнь
Филипп познакомился со своей будущей женой на теннисном корте в 1996 году. Их встречи и свидания тщательно скрывались три года.
Их дети:
- Принцесса Елизавета, герцогиня Брабантская (род. 25 октября 2001 года), кронпринцесса Бельгии.
- Принц Габриель (род. 20 августа 2003 года).
- Принц Эммануэль (род. 4 октября 2005 года).
- Принцесса Элеонора (род. 16 апреля* 2008 года).

## Общественная деятельность
Специальный представитель ЮНИСЕФ и Объединенной программы ООН по ВИЧ и СПИДу для международной кампании в пользу детей сирот и детей с ВИЧ-инфекцией.
С 2000 года возглавляет благотворительный Фонд Принцессы Матильды, созданный для помощи малоимущим семьям.
В мае 2002 года, как член бельгийской делегации, участвовала в работе большой Конференции ООН по правам ребёнка.
По просьбе ЮНИСЕФ и Бельгийской организации содействия развитию, она возглавила гуманитарные акции в Нигере и в Мали.
Посланник ООН на Всемирный год микрокредитования.

## Награды
Награды Бельгии
| Страна  | Дата   | Награда                                 | Награда                                 | Литеры |
| ------- | ------ | --------------------------------------- | --------------------------------------- | ------ |
| Бельгия | 1999 — | Дама Большого креста ордена Леопольда I | Дама Большого креста ордена Леопольда I |        |

Награды иностранных государств
| Страна     | Дата вручения     | Награда                                                                | Награда                                                                | Литеры  |
| ---------- | ----------------- | ---------------------------------------------------------------------- | ---------------------------------------------------------------------- | ------- |
| Испания    | 12 мая 2000 —     | Дама Большого креста ордена Изабеллы Католической                      | Дама Большого креста ордена Изабеллы Католической                      |         |
| Швеция     | 2001 —            | Дама Большого креста ордена Полярной звезды                            | Дама Большого креста ордена Полярной звезды                            | KmstkNO |
| Норвегия   | 2003 —            | Дама Большого креста ордена Святого Олафа                              | Дама Большого креста ордена Святого Олафа                              |         |
| Финляндия  | 2004 —            | Дама Большого креста ордена Белой розы                                 | Дама Большого креста ордена Белой розы                                 |         |
| Польша     | 2004 —            | Дама Большого креста ордена Заслуг                                     | Дама Большого креста ордена Заслуг                                     |         |
| Нидерланды | 2006 —            | Дама Большого креста ордена Оранских-Нассау                            | Дама Большого креста ордена Оранских-Нассау                            |         |
| Португалия | 8 августа 2006 —  | Дама Большого креста ордена Христа                                     | Дама Большого креста ордена Христа                                     | GCC     |
| Люксембург | 2007 —            | Дама Большого креста ордена Адольфа Нассау                             | Дама Большого креста ордена Адольфа Нассау                             |         |
| Ватикан    | июнь 2010 —       | Дама Большого креста ордена Святого Гроба Господнего Иерусалимского    | Дама Большого креста ордена Святого Гроба Господнего Иерусалимского    |         |
| Польша     | 2015 —            | Дама ордена Белого орла                                                | Дама ордена Белого орла                                                |         |
| Германия   | 8 марта 2016 —    | Дама Большого креста специального класса ордена «За заслуги перед ФРГ» | Дама Большого креста специального класса ордена «За заслуги перед ФРГ» |         |
| Швеция     | 30 апреля 2016 —  | Памятная медаль к 70-летию короля Швеции Карла XVI Густава             | Памятная медаль к 70-летию короля Швеции Карла XVI Густава             |         |
| Иордания   | 18 мая 2016 —     | Дама Большой ленты ордена Возрождения                                  | Дама Большой ленты ордена Возрождения                                  |         |
| Япония     | 11 октября 2016 — | Дама ордена Драгоценной короны 1 класса                                | Дама ордена Драгоценной короны 1 класса                                |         |
| Португалия | 23 октября 2018 — | Дама Большой цепи ордена Инфанта дона Энрике                           | Дама Большой цепи ордена Инфанта дона Энрике                           | GColIH  |
| Франция    | 19 ноября 2018 —  | Дама Большого креста ордена Почётного легиона                          | Дама Большого креста ордена Почётного легиона                          |         |
| Люксембург | 15 октября 2019 — | Дама ордена Золотого льва Нассау                                       | Дама ордена Золотого льва Нассау                                       |         |
| Греция     | 2 мая 2022 —      | Дама Большого креста ордена Спасителя                                  | Дама Большого креста ордена Спасителя                                  |         |